# Oblats de Marie-Immaculée
Pour les articles homonymes, voir Omi.
Les missionnaires Oblats de Marie Immaculée (en latin : Congregatio Missionariorum Oblatorum B. M. V. Immaculatae) forment une congrégation cléricale missionnaire de droit pontifical qui se consacre principalement aux missions.

## Historique

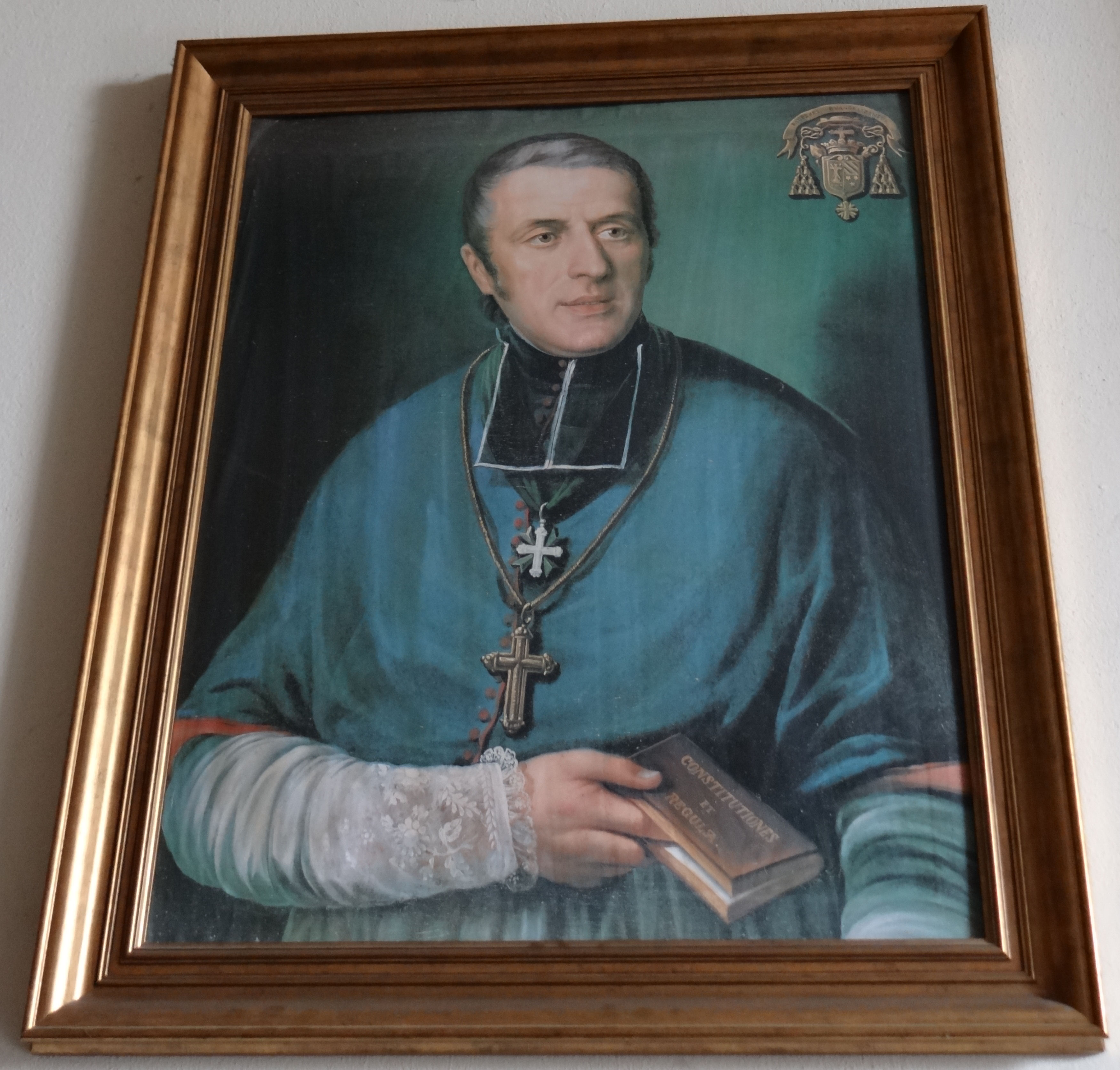
Portrait du fondateur.

La congrégation est fondée à Aix-en-Provence le 25 janvier 1816 par saint Eugène de Mazenod (1782-1861), prêtre français du diocèse de Marseille. Sa première maison se trouve dans l'ancien couvent des carmélites d'Aix. L'institut, qui jusque-là s'appelait la Société des missionnaires de Provence, a été reconnu la première fois par le pape Léon XII le 17 février 1826.
Originellement établie dans le but de revivifier l'Église de Provence après la Révolution française notamment par un apostolat missionnaire dans les zones défavorisées, la congrégation missionnaire est aujourd'hui présente dans de nombreux pays.
Juridiquement, c'est une congrégation cléricale. Sa spiritualité s'appuie sur une vie de prière et d'action, la dynamique missionnaire représentant l'élan extérieur de la Bonne Nouvelle reçue et vécue intérieurement.
Les oblats participent à de nombreux projets de réhabilitation dans le monde et sont à l'origine d'œuvres missionnaires auprès des populations les plus démunies.
En 1841, à la demande d'Ignace Bourget, la congrégation envoie ses premiers missionnaires au Canada. D'abord accueillis à Saint-Hilaire en Montérégie, les Oblats s'installent bientôt à Montréal et à Bytown (Ottawa). Rapidement, les Oblats prêchent des missions paroissiales et plus tard, acceptent des paroisses en milieu pauvre. Les Oblats essaiment au Témiscamingue et en Abitibi et se rendent jusqu'à Moose Factory et Fort Albany à la Baie James. En 1845, à la demande de Joseph Provencher, les Oblats se rendent à Rivière-Rouge (St-Boniface) au Manitoba. C'est le début des missions de l'Ouest et du Nord canadiens. Les Oblats desservent les populations blanches et métis, mais aussi les Amérindiens et les Inuits dont ils apprennent les langues. En 1852, les Oblats se voient confier des paroisses francophones aux États-Unis où de nombreux Canadiens français ont émigré. On les retrouve à Plattsburgh, Burlington, Buffalo et Lowell. Nicolas Coccola fondera une école amérindienne et une mine d'argent sur le site de la mission jésuite Saint-Eugène auprès des indiens Kootenai, en Colombie Britannique, à la frontière des États-Unis.
En 1880, les missionnaires prennent en charge les offices de l'église Saint-Thomas de Saint-Hélier à l'île de Jersey. En 1895, ils ouvrent une première communauté en Allemagne à Hünfeld qui va former les missionnaires pour l'Afrique occidentale allemande (future Namibie).
En 1903, les oblats de Marie-Immaculée sont expulsés de France[réf. nécessaire] ; ils y reviennent après la Première Guerre mondiale. Pendant la Grande Guerre, environ 200 oblats combattent du côté français (21 trouvent la mort) et 333 du côté allemand (25 sont tués et 3 portés disparus).
Les premiers missionnaires oblats arrivent en 1931 au Congo belge (actuelle République démocratique du Congo). Trois d'entre eux sont assassinés pendant la rébellion muléliste en 1964. Les oblats s'installent au Laos en 1935. En 1938, le pape Pie XI surnomme les oblats les « spécialistes des missions difficiles ».
Le 24 juillet 1944, cinq oblats du scolasticat de La Brosse-Montceaux sont assassinés par la Gestapo : le Père Albert Piat (35 ans), le Père Christian Gilbert (32 ans), le frère Joachim Nio (46 ans), le scolastique Jean Cuny (26 ans) et le scolastique Lucien Perrier (26 ans). Une stèle honore leur mémoire,.
Le 10 novembre 1987, le Père Michael Rodrigo (60 ans), Sri-lankais apôtre du dialogue avec les bouddhistes, est assassiné à la fin de sa messe à Butthala, village majoritairement bouddhiste.
Le 4 février 1997, Benjamin de Jesus, de nationalité philippine, vicaire apostolique de Jolo, connu pour son dialogue avec les pauvres et les enfants chrétiens comme musulmans, est assassiné à Jolo sur le parvis de la cathédrale à l'âge de 56 ans par trois islamistes.

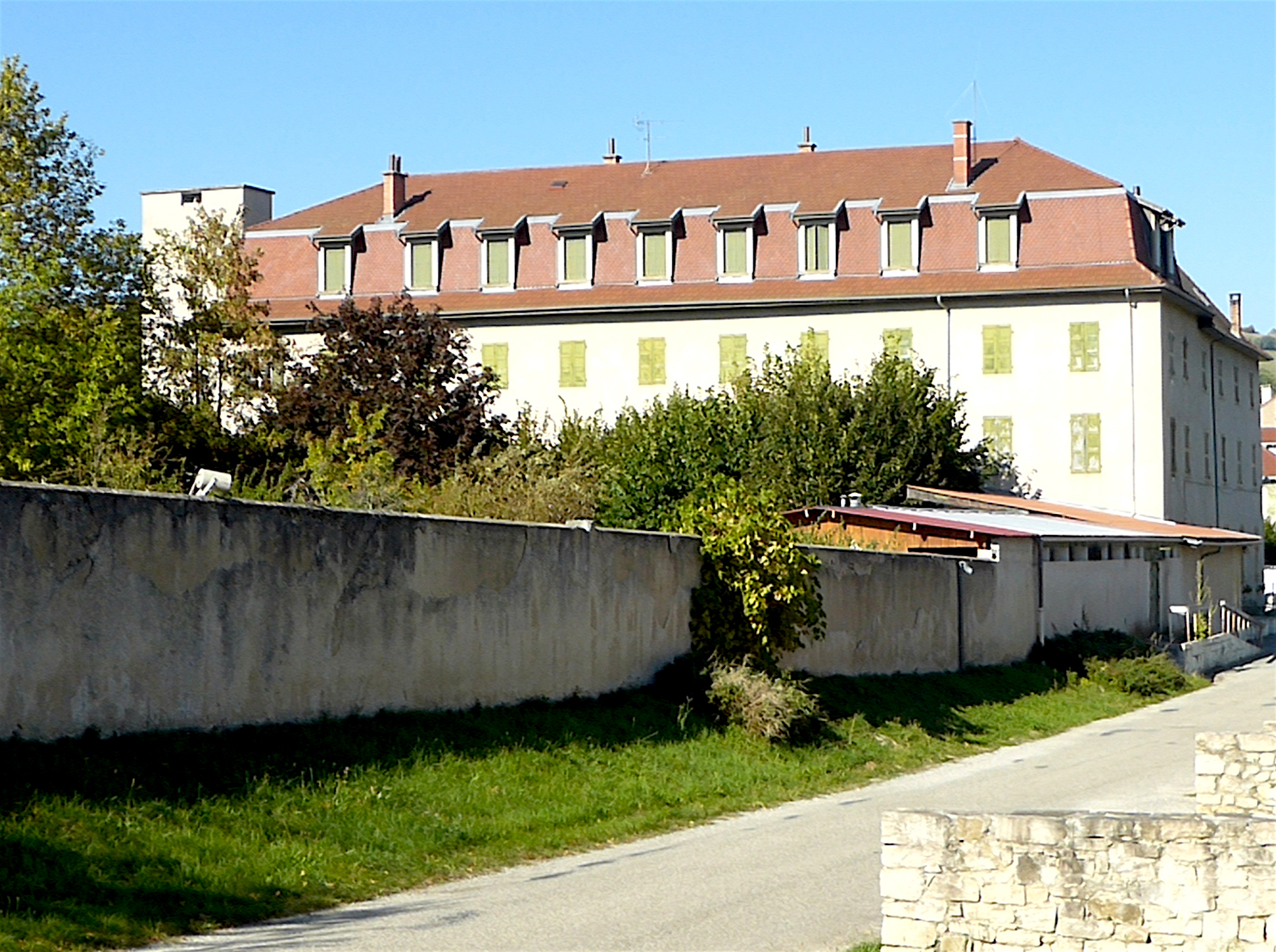
Maison des Oblats de Marie-Immaculée à Notre-Dame-de-l'Osier (Isère, France).

Le 25 janvier 2016, à l'occasion du bicentenaire de la fondation de la congrégation, Christophe Dufour, archevêque d’Aix et Arles, a célébré en présence du supérieur général des missionnaires oblats la messe du Jubilé.
Le 7 mai 2023, les 13 oblats installés en Guyane sont expulsés par l'évêque, Alain Ransay,.

### Évolution des effectifs
En 1997, ils étaient 3 616 prêtres, 584 frères et 560 scolastiques. Un des membres les plus connus des oblats est à cette époque le cardinal Francis George, archevêque de Chicago. En 2012, ils étaient 4 093 membres dont 3 025 prêtres, 383 frères et 42 évêques. Au 31 décembre 2014, ils étaient 3 992 dont 2 985 prêtres dans 979 maisons et, six ans plus tard, 3 786 membres dont 2 741 prêtres dans 640 maisons.

## Organisation
La congrégation est dirigée par un supérieur général, le premier ayant été son fondateur, Eugène de Mazenod, de 1816 à 1861, année de sa mort. Maintenant élu pour un mandat de six ans renouvelable une fois, le supérieur général est assisté d'un vicaire général, d'un premier assistant général, d'un second assistant général, de cinq conseillers généraux responsables chacun des provinces par continent, d'un secrétaire général et enfin d'un trésorier général. La maison générale est à Rome, via Aurelia.

### Liste des supérieurs généraux
- Eugène de Mazenod, de 1816 à 1861
- Joseph Fabre (1861-1892)
- Louis Soullier (1893-1897)
- Barthélémy Cassien Augier (1898-1906)
- Auguste Lavillardière (1906-1908)
- Augustin Dontenwill (1908-1931)
- Théodore Labouré (1932-1943), sous sa direction, la congrégation connaît une forte croissance. Cependant, affecté et épuisé par la Seconde Guerre mondiale, il laisse les rênes de la congrégation à son vicaire général, le père Hilaire Balmes, qui dirigera les Oblats jusqu'à la formation d'un nouveau chapitre général en 1947.
- Léo Deschâtelets (1947-1972)
- Richard Hanley (1972-1974) ne sera supérieur que deux ans et demi, car il quitte la congrégation en 1974.
- Fernand Jetté (1974-1986)
- Marcello Zago (1986-1998)
- Wilhelm Steckling (1998-2010), missionnaire au Paraguay et en Argentine est supérieur de la congrégation avant de devenir évêque de Ciudad del Este au Paraguay.
- Louis Lougen (2010-2022)[13] est de nationalité américaine et anciennement missionnaire au Brésil.
- Luis Ignacio Rois Alonso (2022 - )

### Organisation géographique
L'Europe est désormais organisée en six provinces: province de France avec sa mission du Vietnam, province d'Europe centrale (formée en 2007, elle regroupe l'ancienne province d'Allemagne, l'Autriche et la République tchèque), province de Belgique-Hollande, province de Méditerranée (qui regroupe les anciennes provinces d'Italie et d'Espagne, avec la délégation du Sénégal, la mission du Sahara Occidental et la mission de Roumanie), province anglo-irlandaise et enfin province de Pologne (avec la délégation d'Ukraine et la délégation des Polonais de France et du Luxembourg et la mission de Biélorussie et la mission du Turkménistan, la Pologne s'occupe aussi de la délégation de Madagascar).
L'Asie est organisée en six provinces : Australie avec sa délégation de Chine ; Colombo (Sri Lanka) avec sa délégation du Bangladesh, sa délégation du Pakistan, sa délégation du Japon et sa mission de Corée ; Jaffna (Sri Lanka) ; Inde ; Indonésie ; Philippines avec sa délégation du Laos et de la Thaïlande. L'Afrique est organisée en sept provinces : Cameroun et sa mission du Nigeria, Congo avec sa mission d'Angola, Natal et sa mission du Zimbabwe, Lesotho et sa mission du Botswana, province centrale d'Afrique du Sud, province du Nord d'Afrique du Sud, Namibie.
Il existe encore quatre provinces en Amérique du Nord, trois au Canada (dont une accompagne une mission au Kenya) et une aux États-Unis (qui s'occupe aussi de la mission de Zambie). Les trois provinces oblates canadiennes sont la province Notre-Dame-du-Cap qui regroupe les œuvres francophones de l'Est du Canada, la province Lacombe qui est la province anglophone et la province l'Assomption qui regroupe les œuvres polonaises et qui est basée à Toronto. L'Amérique du Sud est partagée en six provinces.

## Bienheureux et saint de la congrégation
En 1975, Eugène de Mazenod est béatifié ; suivi en 1988 de Joseph Gérard, omi (1831-1914), missionnaire en Afrique du Sud. En 1995, Eugène de Mazenod est porté au nombre des saints. Le Polonais Józef Cebula (1902-1941), martyrisé à Mauthausen est béatifié par Jean-Paul II en 1999.
En 1936, vingt-deux oblats espagnols (dont la plupart avaient moins de vingt-cinq ans) sont tués avec leur provincial le P. Francisco Esteban Lacal pendant la Guerre d'Espagne et les massacres de Paracuellos. Ils sont béatifiés à Madrid le 17 décembre 2011. Ce sont Juan Antonio Pérez Mayo, prêtre et professeur, 29 ans, Manuel Gutiérrez Martín, étudiant, sous-diacre, 23 ans, Cecilio Vega Domínguez, étudiant, sous-diacre, 23 ans, Juan Pedro Cotillo Fernández, étudiant, 22 ans, Pascual Aláez Medina, étudiant, 19 ans, Francisco Polvorinos Gómez, étudiant, 26 ans, Justo González Lorente, étudiant, 21 ans - fusillés le 24 juillet 1936 - puis ce sont le 7 novembre suivant José Vega Riaño, prêtre et enseignant, 32 ans, et Serviliano Riaño Herrero, scolastique, 30 ans. Le 17 novembre 1936, treize autres trouvent la mort : Francisco Esteban Lacal, provincial, 48 ans, Vicente Blanco Guadilla, supérieur, 54 ans, Gregorio Escobar García, nouvellement ordonné prêtre, 24 ans, Juan José Caballero Rodríguez, étudiant, sous-diacre, 24 ans, Publio Rodríguez Moslares, étudiant, 24 ans, Justo Gil Pardo, étudiant, diacre, 26 ans, Angel Francisco Bocos Hernández, frère, 53 ans, Marcelino Sánchez Fernández, frère, 26 ans, José Guerra Andrés, étudiant, 22 ans, Daniel Gómez Lucas, étudiant, 20 ans, Justo Fernández González, étudiant, 18 ans, Clemente Rodríguez Tejerina, étudiant, 18 ans et Eleuterio Prado Villarroel, frère, 21 ans.
En 2008, s'ouvre le procès informatif diocésain en vue de la béatification de missionnaires oblats martyrisés au Laos entre 1961 et 1969: Joseph Boissel, Michel Coquelet, Louis Leroy, Vincent L'Hénoret et Jean Wauthier. Leur cause est transférée à Rome en 2010. Le 5 juin 2015, le pape François reconnait leur martyre ainsi que d'autres fidèles dont un jeune oblat italien, Mario Borzaga (1932-1960), et signe leur décret de béatification. La cérémonie a lieu le 11 décembre 2016 au Laos, en la cathédrale de Vientiane.

## Agressions sexuelles
En novembre 2021, l’action collective intentée par les victimes alléguées d’agressions sexuelles d'Oblats de Marie-Immaculée est autorisée. Plus de 200 personnes y sont inscrites.

## Au Canada

### Fondation de l'Université d'Ottawa
Les Oblats fondent l'Université d'Ottawa en 1848 sous le nom de Collège de Bytown. Ils en assurent la direction jusqu'en 1966. Les Oblats construisent en 1885 l'immense scolasticat Saint-Joseph d'Ottawa qui abrite plusieurs centaines de séminaristes. Il ferme en 1971 pour devenir une maison d'accueil, dénommée après 1974 Maison Deschâtelets (du nom du supérieur général de la congrégation, le T.R.P. Léo Deschâtelets, supérieur général de 1947 à 1972), et de diverses activités. La congrégation vend l'édifice en 2016 à une société immobilière qui le transforme en immeuble d'appartements de standing.
Les Oblats sont célèbres pour leurs missions importantes à partir de la seconde moitié du XIXe siècle auprès des Inuits (appelés alors Esquimaux). Toute une littérature missionnaire concernant le Grand Nord canadien tient en haleine les foyers catholiques jusqu'au milieu du XXe siècle et suscite alors de nombreuses vocations en Europe et en Amérique du Nord.

### Réserves et pensionnats autochtones
Les Oblats ont joué un rôle important dans la colonisation des Premières Nations et dans l'implantation des réserves Autochtones. Ils ont créé et administré 48 pensionnats autochtones au Canada où plusieurs enfants ont été victimes de graves sévices sexuels, physiques et psychologiques et où plusieurs d'entre eux ont également perdu la vie faute de soins appropriés,. En 2018, les Oblats de Marie-Immaculée n'ont toujours pas présenté d'excuses aux Autochtones à qui ils ont fait subir ces sévices. Ils sont même toujours propriétaires de certaines terres appartenant en fait aux Autochtones, de qui ces derniers ont peine à réclamer ce qui leur est dû.
En 1991, le supérieur Majeur des Oblats du Canada a présenté les excuses de la Congrégation aux peuples autochtones. Dans ce texte signé par Douglas Crosby, OMI, le président de la Conférence Oblate du Canada, il dit :  "Après 150 ans de présence et de ministère au sein des peuples autochtones du Canada, les missionnaires Oblats de Marie Immaculée du Canada désirent présenter des excuses pour Certains aspects de leur présence et ministère au cours de ces années".
Les fonds d'archives des Oblats de la province de l'Est du Canada sont conservés aux Archives Deschâtelets-NDC des missionnaires Oblats de Marie Immaculée à Richelieu, Québec. Un fonds d'archives des Oblats de Marie Immaculée est conservé au centre d'archives de la Côte-Nord de Bibliothèque et Archives nationales du Québec.

## En Pologne
Les Oblats arrivent en 1920 en Pologne. Ils y ont aujourd'hui vingt-et-une maisons. Leur maison de formation est à Obra (Wolsztyn) et leur noviciat à Łysa Góra. C'est aujourd'hui la province la plus dynamique d'Europe avec de nombreuses missions ad extra (Biélorussie, Ukraine, Turkménistan, Madagascar, etc.).

## En France

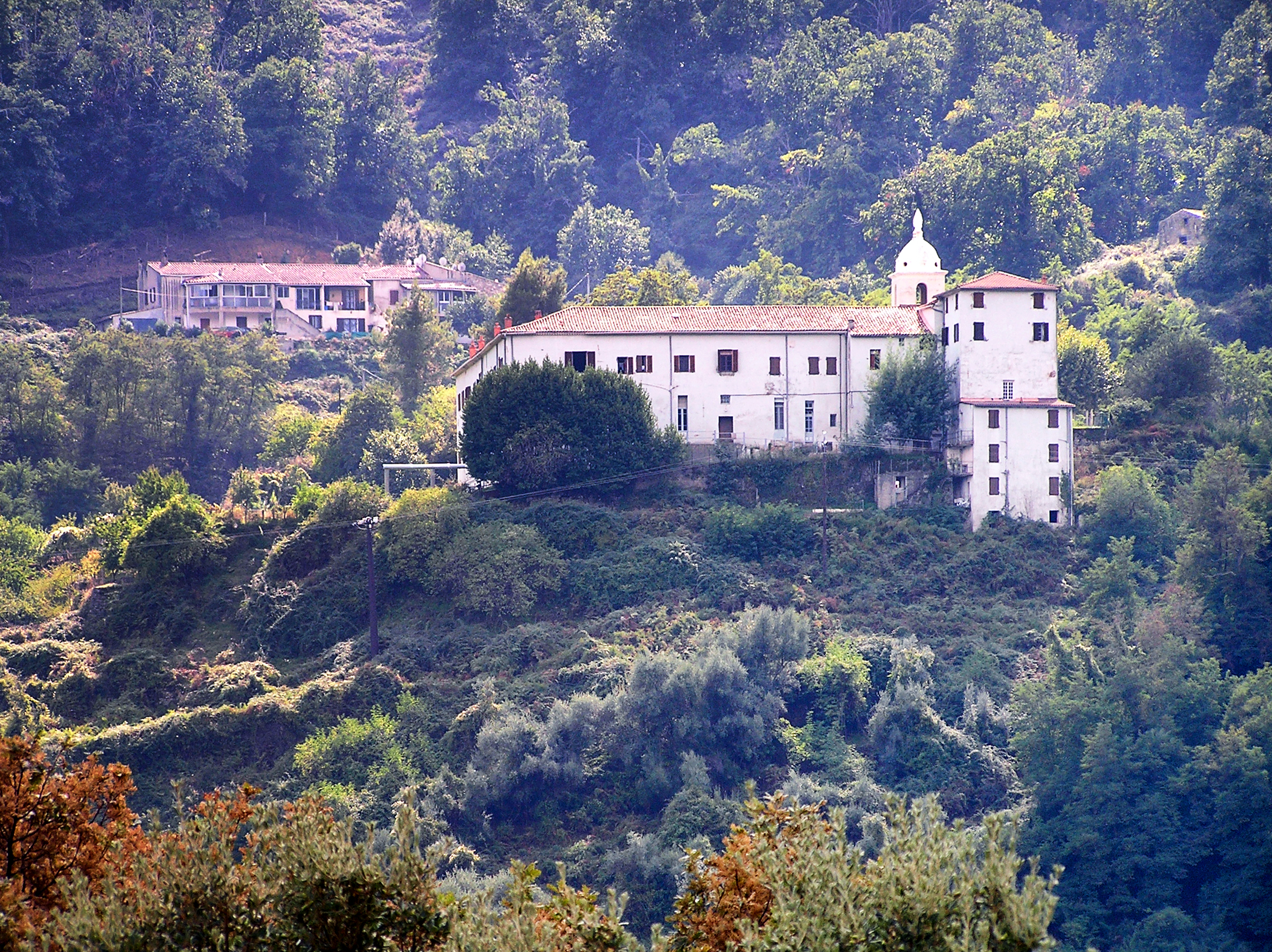
Vue du couvent Saint-François de Vico.

La France a connu de nombreuses vocations d'oblats jusque dans les années 1960-1970, avant que la crise de l'Église n'éclate et que l'indifférence, voire l'hostilité, de la société française vis-à-vis du catholicisme ne se développe.
En 2016, des missionnaires français au Laos ont été béatifiés pour leur martyre ; il s'agit des PP. Michel Coquelet, Vincent L'Hénoret, Louis Leroy et Jean Wauthier aux côtés de Laotiens.
La maison provinciale, siège de la province de France, se trouve toujours à Lyon. Elle est sous la responsabilité du P. Vincent Gruber, élu en 2014 comme provincial des 137 (en 2016) oblats de France qui représentent aujourd'hui 15 nationalités différentes. En juillet 2023, Renaud Saliba quitte le sanctuaire de Pontmain et lui succède comme provincial, Vincent Gruber prenant sa suite à Pontmain. La province regroupe plusieurs communautés :  à Orly où les oblats animent la paroisse Saint-Martin ; à Pontmain où ils animent le sanctuaire de Notre-Dame de Pontmain et la maison de retraite des missionnaires anciens (une vingtaine) ; à Charleville-Mézières ; à Strasbourg ; à Neunkirch où ils animent le pèlerinage de Notre-Dame de Neunkirch; à Lyon avec trois maisons dont une pour les frères âgés et dépendants; à Lourdes où ils s'occupent de la pastorale des jeunes depuis les années 1980 ; à Aix-en-Provence avec deux maisons, le centre international Mazenod (qui se trouve être la première maison de la congrégation) et Le Cagnard, maison d'accueil et de ressourcement près d'Aix ; à Marseille; à Nice où la communauté regroupe sept oblats autour du sanctuaire (dont trois résidents à l'extérieur) et est engagée dans divers mouvements sociaux (l'Amicale du Nid, la Croix-Rouge, etc.) ; et enfin en Corse à Vico au couvent Saint-François.
Les oblats sont aussi connus en France auprès des populations d'origine polonaise. Ils ont toujours une institution à Vaudricourt (Pas-de-Calais). Comme la plupart des congrégations françaises, la province est confrontée à la pyramide des âges, car il n'y a plus de vocations depuis plusieurs années (contrairement à d'autres provinces toujours appelantes), mais elle relève les défis des années à venir en favorisant les échanges avec les communautés d'oblats venant d'autres pays.

## Quelques institutions fondées par les Oblats[réf.nécessaire]

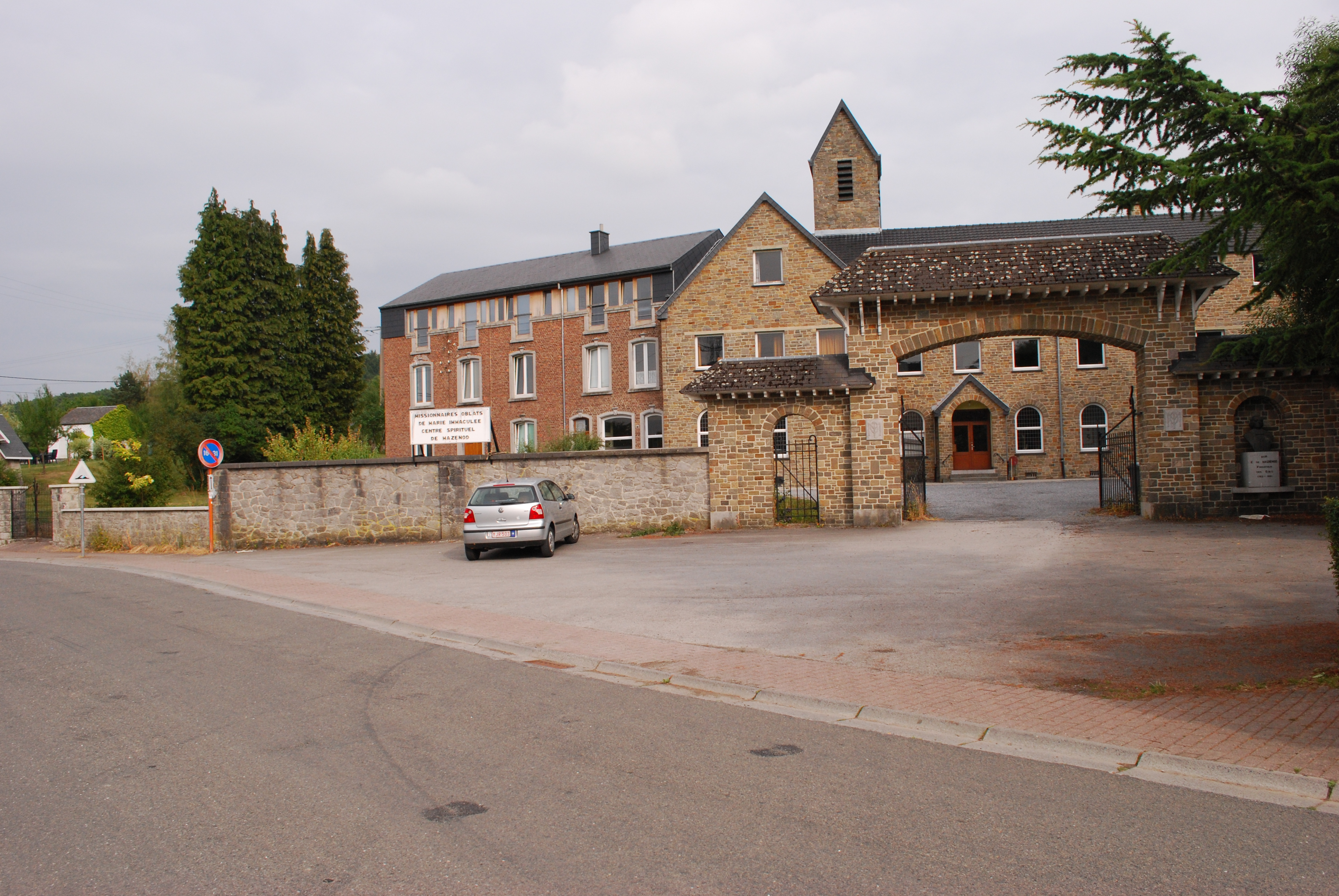
Maison des missionnaires oblats de Marie-Immaculée à Barvaux, en Belgique.

- Le couvent d'Aix-en-Provence (ou « centre international Eugène de Mazenod ») est la première fondation des oblats en 1816. On peut y voir la chambre du fondateur.
- L'Université d'Ottawa a été fondée par des Oblats en 1848.
- Bien que fondé par des laïcs avec l'appui des Oblats, le journal Le Droit d'Ottawa eut pour principal administrateur le père Charles Charlebois, o.m.i. dans les années suivant sa fondation. Les Oblats demeurèrent actionnaires principaux du journal jusqu'en 1983.
- En 1902, les Oblats s'installent à Dinant, en Belgique. Cette cité de la Haute Meuse, au sud-ouest du pays, avait vu apparaître un établissement thermal en 1875, les Thermes Dinantais. Progressivement agrandis jusque 1896, les bâtiments sont cédés à la société anglaise du Kursaal of Dinant ltd, qui fit faillite dès 1902. À cette date, les oblats rachètent le domaine et s'y établissent pendant cinquante ans. Ce qui fut la salle des fêtes du casino devient alors... la chapelle du couvent, avant d'être utilisée par l'arsenal des pompiers, en 1955. Le site a fait l'objet de fouilles archéologiques en 2008, sous la direction du ministère de la Région wallonne. Toutefois, les bâtiments conventuels, construits entre 1875 et 1896, étaient bien documentés par le cadastre, des photographies d'époque et des témoignages de riverains : les fouilles ne se sont pas arrêtées à cette phase d'occupation du site.
- En 1934, les oblats installent un nouveau noviciat en Seine-et-Marne à La Brosse-Montceaux. Il est fermé à la fin des années 1970.
- Paroisse et collège des Saints-Anges de Buffalo aux États-Unis.
- Église catholique de Vientiane (Laos), construite en 1928.
- Maison des Oblats de Pontmain avec la chapelle, le musée des missions et l'ancienne école missionnaire.
- Couvent Saint-Boniface en Allemagne, ancien scolasticat de la province d'Allemagne ; depuis 2007 maison-mère de la province d'Europe centrale.
- Couvent Maria Engelport, maison de formation de la province d'Allemagne ; fermée en 2013.

## Membres célèbres
- Eugène de Mazenod (1782-1861), Français, archevêque de Marseille
- Joseph-Hippolyte Guibert (1802-1886), Français, archevêque de Paris
- Joseph-Eugène-Bruno Guigues (1805-1874), Suisse, premier évêque d'Ottawa
- Jean-Nicolas Laverlochère (1812-1884), Français, missionnaire au Canada
- Louis-Joseph d'Herbomez (1822-1890), Français, missionnaire au Canada
- Alexandre-Antonin Taché, Canadien, archevêque de Saint-Boniface
- Louis Babel (1826-1912), Suisse, missionnaire au Canada
- Charles Arnaud (1826-1914), Français, missionnaire au Canada
- Louis-Étienne-Delille Reboul (1827-1877), Français, missionnaire au Canada
- Vital-Justin Grandin (1829-1902), Français, missionnaire au Canada, premier évêque du diocèse de Saint-Albert
- Pierre-Paul Durieu (1830-1899), Français, missionnaire au Canada, évêque de l'archidiocèse de Vancouver
- Albert Pascal (1848-1920), Français, premier évêque de Prince Albert
- Émile-Joseph Legal (1849-1920), Français, missionnaire au Canada, archevêque d'Edmonton
- Louis Langevin, Français, fondateur des Sœurs missionnaires oblates du Sacré Cœur et de Marie Immaculée, archevêque de Saint-Boniface
- Jean-Marie Le Jeune (1855-1930), Français, missionnaire au Canada
- Ovide Charlebois (1862-1933), Canada, évêque
- Adéodat Thérien (1862-1936), Canadien, missionnaire
- Émile Hoffet (1873-1946), Français, prêtre missionnaire
- Victor Lelièvre (1876-1956), Français, prêtre missionnaire et serviteur de Dieu
- Jean-Baptiste Rouvière (1881-1913), Français, missionnaire au Grand Nord canadien
- Jean-Antoine Trocellier (1888-1958), Français, missionnaire au Canada, évêque titulaire d'Adramytte (de), vicaire apostolique de Mackenzie
- Thomas Benjamin Cooray (1901-1988), Srilankais, archevêque de Colombo, puis cardinal de Santi Nereo e Achilleo en 1965
- Ludwik Wrodarczyk (1907-1943), Polonais, martyrisé en Ukraine, Juste parmi les nations et serviteur de Dieu.
- Joseph Boissel (1909-1969), Français, un des martyrs du Laos béatifié en 2016
- Roger Buliard (1909-1978), Français, missionnaire chez les Inuits, auteur de plusieurs livres sur le Nord canadien.
- Louis-Marie Parent (1910-2009), Canadien, prêtre missionnaire
- André Steinmann (1912-1991), Français, missionnaire chez les Inuits
- Jérôme Louis Rakotomalala (1913-1975), Malgache, cardinal de Santa Maria Consolatrice al Tiburtino en 1969
- Vincent L'Hénoret (1921-1961), Français, martyr du Laos, béatifié en 2016
- Louis Leroy (1923-1961), Français, martyr du Laos, béatifié en 2016
- Pierre Babin (1925-2012), Français, prêtre
- Jean Wauthier (1926-1967), Français, martyr du Laos, béatifié en 2016
- Hubert Patrick O'Connor (1928-2007), Canada, évêque du diocèse de Whitehorse. Accusé de multiples viols
- Johannes Rivoire (1930), Canadien, prêtre, recherché pour agressions sexuelles sur mineurs, il est réfugié en France depuis 1993
- Michel Coquelet (1931-1961), Français, martyr du Laos béatifié en 2016
- Hubert Constant (1931-2011), Haïtien, archevêque émérite de Cap-Haïtien
- Louis Mbwôl-Mpasi (pt) (1931), Congolais (RDC), prêtre, évêque d'Idiofa (1988-2006)
- Mario Borzaga (1932-1960), Italien, martyr du Laos, béatifié en 2016
- Francis George (1937), Américain, archevêque de Chicago puis cardinal de Saint-Barthélemy-en-l'Île en 1998
- Orlando Quevedo (1939), Philippin, archevêque de Cotabato puis cardinal de Santa Maria "Regina Mundi" a Torre Spaccata en 2014
- Pierre-Antoine Paulo (1944), Haïtien, évêque de Port-de-Paix
- Éric Dejaeger (1947), Canadien, prêtre missionnaire. En 2019 il est condamné à 19 ans de prison pour agressions et viols sur mineurs
- Alexis Joveneau (1926-1992), Belge, missionnaire au Canada chez les Inuits, accusé d'abus sexuels
- Jean-Baptiste Malenge Kalunzu (1960), Congolais (RDC), novice aux Oblats, puis prêtre
- Gerard Tlali Lerotholi (en), (1954), archevêque de Maseru

### Biographies
- Sur Vital Grandin : Emile Jonquet, Mgr. Grandin, Oblat de Marie Immaculée : premier évêque de Saint-Albert, Montreal, 1903 (OCLC 1005904023, lire en ligne)
- Sur Alexandre Taché : Paul Benoit, Vie de Mgr Taché, archevêque de Saint-Boniface (2 volumes), Montréal, Beauchemin, 1904 (OCLC 1007524438) [Volume 1]-[Volume 2]
- Sur Louis Langevin : A. G. Morice, Vie de Mgr. Langevin Oblat de Marie Immaculée, Archevêque de Saint-Boniface, Saint-Boniface, Morice, 1915 (OCLC 848553620, lire en ligne)
- Sur la vie d'un Oblat : Henri-Paul Dionne, J'étais routier en terre stérile, Montreal, Editions Oblats, 1951 (OCLC 633519483, lire en ligne)
- Sur Alexis Joveneau : Magalie Lapointe et David Prince, Le Diable de la Côte-Nord, Éditions du Journal, 2019, 232 p. (ISBN 9782897610814)